# Келецький повіт
Келецький повіт (пол. powiat kielecki) — один із 13-ти земських повітів Свентокшиського воєводства Польщі.
Утворений 1 січня 1999 року в результаті адміністративної реформи.

## Загальні дані
Повіт знаходиться у центральній частині воєводства.
Адміністративний центр — місто Кельці (не входить до складу повіту).
Станом на 15.06.2016 населення становить 208 798 осіб, площа 2246,07 км².

## Демографія
Демографічні дані повіту станом на 30.06.2016:
|       | Всього  | Всього | Жінки   | Жінки | Чоловіки | Чоловіки |
| ----- | ------- | ------ | ------- | ----- | -------- | -------- |
|       | осіб    | %      | осіб    | %     | осіб     | %        |
| Повіт | 208 798 | 100    | 104 621 | 50,11 | 104 177  | 49,89    |
| Міста | 13 415  | 100    | 6 804   | 3,26  | 6 611    | 3,17     |
| Села  | 195 383 | 100    | 97 817  | 46,85 | 97 566   | 46,73    |